# Clístenes
Clístenes (em grego:  Κλεισθένης, translit. Kleisthénês; Atenas, 565 a.C. – Atenas, 492 a.C.) foi um político grego arcaico, que levou adiante a obra de Sólon e, como este último, é considerado um dos pais da democracia. Embora fosse um membro da aristocracia ateniense, além de liderar uma revolta popular, reformou a constituição da antiga Atenas em 508 a.C.
Realizou uma verdadeira reforma política que proporcionou aos cidadãos, independentemente do critério de renda, o direito de voto e ocupação dos mais diversos cargos. Era filho de Agarista de Sicião e de Mégacles; sua mãe é filha de Clístenes (tirano de Sicião).
Como pertencia à família dos Alcmeónidas, obteve o apoio necessário para a destituição de Hípias, filho do tirano Pisístrato, de uma família rival; abriu caminho para a adoção de uma postura democrática para Péricles.
Principais características da democracia ateniense:[carece de fontes?]
- Todos os cidadãos participavam da Eclésia (Assembleia Popular).
- Restrita aos cidadãos, que eram os homens atenienses maiores de 21 anos, filhos de pai e mãe atenienses. Mulheres, estrangeiros e escravos estavam excluídos.
- Tinham seus cargos preenchidos por eleições e sorteios.